# マルクノイキルヒェン

左：ザクセン州とフォークトラント郡の位置、右：郡内の当市の位置

マルクノイキルヒェン（ドイツ語: Markneukirchen (IPA：[ˌmaʁk.nɔʏˈkɪʁçn̩])）はドイツのザクセン州にある地方都市。所在するフォークトラント郡（Vogtlandkreis）でもチェコ国境に近い。隣国南西部のアシュ (チェコ) までは14 km (8.7 mi)、国内のプラウエンまでは北西に24 km (14.9 mi) である。一帯はフィヒテル山系のエルスター山（Elster Mountains）が広がる。
この都市は、小規模な楽器製造業者が集中するムージクウィンケル地区（ドイツ語: Musikwinkel）の中心に位置しており、400年にわたって高品質な金管楽器や木管楽器、弦楽器を送り出してきた。この地区に本拠を置く製造業者と関連の企業は113件を数える。伝統的な製法を守り、世界各地から受注する。アーノルト・フォークト（Arnold Voigt）はこの町で職人として活躍した一人である。
市内の楽器博物館は1883年創立、創始者はオルガン奏者パウル・オットー・アピアン＝ベネウィツ（Paul Otto Apian-Bennewitz 1847年–1892年）であった。この博物館の主催で国際楽器演奏コンクールならびに上級者研修会が開かれる。同コンクールは1993年以来、国際音楽コンクール世界連盟に加盟した。

## 歴史

### 市章
市の紋章はプラウエン・ヴォーグテ（プラウエンの領主）というモチーフの尾が二股で舌をたけだけしく突き出した左向きのライオン像を掲げ、これはプラウエン・ウント・アードルフ（Adorf）と共通する。

### 提携都市
- ザールラント州ホイスヴァイラー（Heusweiler）

### 博物館
マルクノイキルヒェン楽器博物館を1883年に創設した人物はパウル・オットー・アピアン＝ベネウィツという人物で、オルガン奏者で音楽教師だった。19世紀末の当時、ヨーロッパのさまざまな国やアメリカ合衆国と貿易が盛んになり、オーケストラ用の楽器製造が拡大して地域は潤っていた。アピアン＝ベネウィツは演奏家であり、ヨーロッパのクラシック音楽と民族音楽の一連の楽器を教育しようと構想した。
当館が所在する後期バロック様式のタウンハウスは「パウルス・シュロッシェン」（独: Paulus-Schlösschen＝パウルの小さな城）と通称される。現在の収蔵品は3100点超を数え、ヨーロッパとアジア、アフリカとアメリカ、オーストラリアを起源とする楽器を集めた。コレクションの中心は17世紀から現代にいたる楽器の発展史を体現しており、マルクノイキルヒェンの近隣地域で収集したものが占める。来館者はこの60年で合計300万人にのぼる。

### 交通機関
かつて、ジーベンブルンの近くにケムニッツ・アードルフ鉄道が開通し、この都市の最寄り駅ができた。その後1909年に、ジーベンブルン–エルバッハ間に盲腸線（独: Stichbahn）が開通して、市の中心部の郵便局にほど近い駅舎を利用できるようになる。ところが同駅は1975年に廃止されて以降、鉄道路線を運行する私鉄のDLB（Die Länderbahn）のジーベンブルン駅が最寄り駅である。

## 著名な人々
- クリスチャン・フリードリヒ・マーチン（英語版）（Christian Friedrich Martin、1793年–1873年、アメリカ人）はこの都市で生まれ、ギター製造の手ほどきを受けた。アメリカに渡ってマーチン社を創業。
- エルネスト・ハインリヒ・ロート（Ernst Heinrich Roth (1877–1948年）はバイオリン職人。

## ギャラリー
- 市の中心部
- 市役所（右奥）
- 楽器博物館の庭園に置かれた彫像
- ジーベンブルン駅（2012年、A. Köppl撮影）

## 関連資料
発行年順。
- 遠山 一行、海老沢 敏『ラルース世界音楽人名事典』（福武書店、1989年）ISBN 482881602X、NCID BN04053638。
- 牧野 昇、竹内 均「弦楽器製造業の始祖鈴木政吉」『驀進から熟成へ』日本放送出版協会 編集（日本放送出版協会〈日本の『創造力』 : 近代・現代を開花させた四七〇人〉7巻、1992年）ISBN 4140092114、NCID BN08453263。『ラルース音楽事典』から人名項目のみ翻訳編集。分野別索引: p1523-1569。欧文索引: p1570-1608。
- 松本 雄二郎『明治の楽器製造者物語 : 西川虎吉 松本新吉』（松本雄二郎、三省堂書店、1997年）NCID BA32455092。西川虎吉および松本新吉の肖像あり。年表: p278-281。
- 日本楽器製造株式会社、後藤 隆基、磯部 千司、岡村 芳太郎『日本楽器製造株式会社の現況・山葉寅楠翁・山葉の繁り』（ゆまに書房〈社史で見る日本経済史、第53巻〉、2011年）ISBN 9784843336069、NCID BB0586194X。
- 横井 雅子「ドイツ・フォークトラントにおける楽器製造の歴史と現状に見る伝統継承と地域再生」『科学研究費補助金（基盤研究(B)）研究成果報告書』平成23-25年度（国立音楽大学音楽学部、2014年）NCID BB21786652。
- 大木 裕子『ピアノ技術革新とマーケティング戦略 : 楽器のブランド形成メカニズム』（文眞堂、2015年）ISBN 9784830948695、NCID BB19373751。

洋書
- Crasselt, Friedrich August: Versuch einer Chronik von Markneukirchen im K. Sächs. Voigtlande. Entworfen von Friedrich August Crasselt, d.Z. Diaconus daselbst, Schneeberg 1821. [クラッセルト、フリードリヒ・アウグスト『K. ザックス（Sächs）によるマルクノイキルヒェンの年代記の試み：フォクトラント』（シュネーベルク：フリードリヒ・アウグスト・クラッセルト、d.Z.その執事、1821年）。
- Hellriegel, Franz Wilhelm Rudolf: Chronik von Markneukirchen, Zwickau 1913. [ヘルリーゲル、フランツ・ヴィルヘルム・ルドルフ『マルクノイキルヒェン年代記』（ツヴィッカウ、1913年）]
- Erich Wild: Geschichte von Markneukirchen. Stadt und Kirchspiel, Plauen 1925 (Beilageheft zur 34. Jahresschrift 1925 des Vereins für vogtländische Geschichte und Altertumskunde). [エーリッヒ・ワイルト：『マルクノイキルヒェンの歴史：都市と教区』（プラウエン：フォクトラント歴史古代協会、1925年）（同協会1925年発行の第34回年次出版物の補足）。]
- Eichler, Heidrun/Stadtlander, Gert (Red.): Musikinstrumenten-Museum Markneukirchen. Hg. von der Sächsischen Landesstelle für Museumswesen, Berlin/München 2000 (Sächsische Museen, Bd. 9). (ISBN 3-422-03077-8) [ハイドルン・アイヒラー／ゲルト・シュタットレンダー（改訂）：『マルクノイキルヒェン楽器博物館』（、ベルリン/ミュンヘン：ザクセン州博物館局 編〈ザクセン博物館集第9巻〉、2000年）]
- Ernst Heinrich Roth, Geigenbauer. Seine Geigern von 1920 bis 1930 sind besonders weltweit gesucht. [エルンスト・ハインリヒ・ロート、ヴァイオリン製作者。 特に1920年から1930年にわたり世界中のヴァイオリニストに人気であった。]